# Осанка
Осанка — привычная поза (вертикальное положение тела человека) в покое и при движении.

## Этимология слова
Слово «осанка» образовано от корня «сан», ср.р.такие слова как «сан», «сановник», «приосаниться». Так, у В. И. Даля:

«САН — высокий чин или званье, знатная должность, жалованное достоинство, почёт … || Стар. стан, осанка, рост…».

Существуют также варианты народной этимологии, не подтверждённые серьёзными этимологическими исследованиями. Так, можно встретить утверждение о том, что слово «осанка» происходит от санскритского слова «асана», означающего сидячее положение тела, определённую позу и т. п. Также встречаются попытки возвести слово «осанка» к слову «ось», на основании того, что осанка — это оптимальная соосность всех звеньев скелета: черепа, позвоночника, поясов верхних и нижних конечностей, грудной клетки и их составляющих во взаимодействии.

### Английский термин
Английские словари переводят термин «осанка» как carriage, bearing (что скорее означает выправку, позу), но чаще применяют научный термин «posture».
Так американский преподаватель физкультуры Джесси Банкрофт в своей книге «The Posture of School Children» («Осанка школьников») пишет:

The term «posture» is used in this book to denote the habitual carriage of the body, especially in the erect position. It involves the correct development and contours of spine, chest, shoulders, and other main segments, as well as their relation to each other in the upright position.

«Термин „Осанка“ применяется в этой книге для обозначения привычной выправки (манере удерживать тела), главным образом в положении стоя. Он включает в себя правильное развитие изгибов позвоночника, грудной клетки, плечевого пояса и других сегментов тела, а также их взаимное расположение в вертикальном положении тела.»

## Типы осанки
Известны классические схемы Штаффеля (Staffel), иллюстрирующие различные типы осанки:
Первый, основной тип. Физиологические изгибы позвоночника хорошо выражены, имеют равномерно волнообразный вид. Вертикальная ось начинается от середины черепа, проходит у заднего края нижней челюсти, идёт по касательной к вершине шейного лордоза, опускается, слегка срезая поясничный лордоз, проходит через середину линии, соединяющей центры головок бёдер, проходит спереди от коленных суставов и заканчивается немного дольше от линии, соединяющей шопаровы суставы.
Нарушение осанки в сагиттальной плоскости включают остальные типы осанки по Штаффелю:
Второй тип осанки: плоская или плоско-вогнутая спина. Кривизны позвоночника едва намечены, он имеет инфантильный характер. Вертикальная ось пронизывает позвоночный столб по всей его длине и проходит через линию, соединяющую шопаровы суставы. Грудь уплощена, лопатки крыловидно отстоят от грудной клетки, живот втянут. Упругие свойства позвоночника при этом снижены. Он легко повреждается при механических воздействиях и очень склонен к боковым искривлениям.
Третий тип осанки — круглая спина. Её основная характеристика — увеличение физиологического кифоза грудного отдела и усиление компенсаторного лордоза шейного и поясничного отделов. Эластичность позвоночника повышена. Боковые искривления редки. Некоторыми авторами описаны другие типы круглой спины с включением в кифотическую деформацию поясничного отдела и исчезновение поясничного лордоза.
Четвёртый тип осанки по Штаффелю — сутулая спина. Доминирует грудной кифоз, остальные кривизны намечены слабо. Вертикальная ось проходит сзади от линии, соединяющей центры головок бедренных костей. Кроме того, нарушения осанки могут отмечаться и во фронтальной плоскости. Это, прежде всего, сколиотическая осанка. Нарушения осанки встречаются во всех возрастных группах, достигая 30 и более процентов.

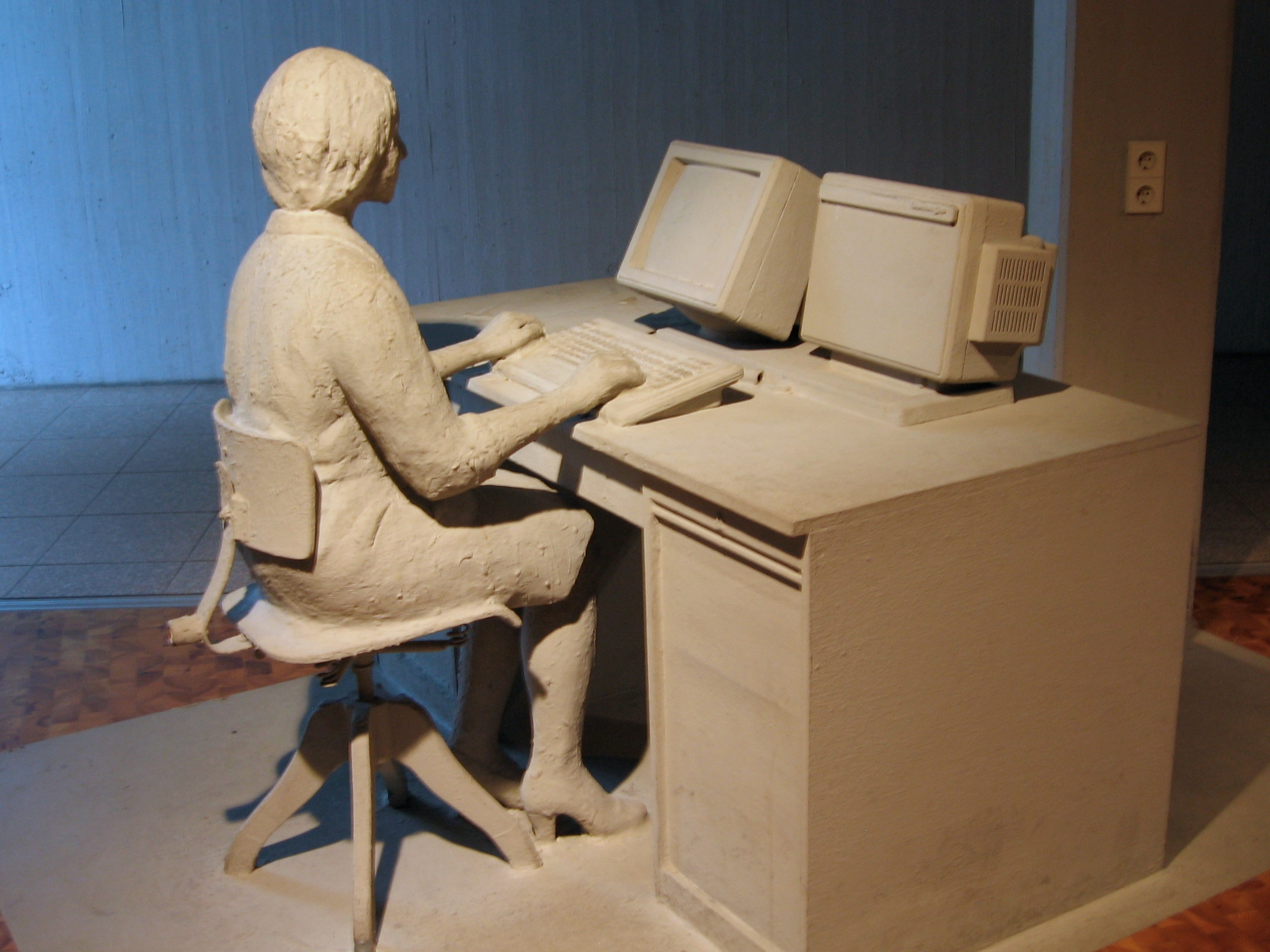
Сегменты тела и скелетный баланс

## Биомеханика осанки
Осанка определена его генотипом, то есть является врождённым свойством человека. Однако осанка способна к изменению в процессе индивидуального развития (онтогенеза) человека.
Осанка здоровых людей, несмотря на ряд индивидуальных особенностей, имеет типичную и устойчивую биомеханическую и иннервационную структуру и определяется двигательным стереотипом, вариантом развития скелета, балансом мышц и особенностью высшей нервной деятельности, включая характер человека. Все они — генотипически обусловлены. Чаще всего плохая осанка является результатом плохой привычки или заболевания.
В строгом научном понимании осанка — это способ построения биомеханической схемы тела человека в вертикальном положении. Это построение определяется комплексом безусловных рефлексов — двигательным стереотипом. Двигательный стереотип «выстраивает» из сегментов тела (естественно считаясь с законами гравитации) ту или иную конструкцию тела, в той или иной степени пригодную для сохранения вертикального положения и движения. В вертикальном положении сегменты тела (голова, грудь, торс, таз, ноги) выстраиваются относительно друг друга относительно их скелета, образуя устойчивую конструкцию, способную противостоять инерционным силам, действующим на тело. Динамика позы для предотвращения падения называется скелетный баланс.
Мышцы перемещают сегменты тела относительно друг друга. Но мышцы не должны и не могут находиться в состоянии длительного напряжения, поэтому тело стремится принять такое положение, при котором не требуется поддержка скелетной мускулатуры. Такое состояние называется мышечным балансом вертикальной позы. При удачном выравнивании не должно быть также нагрузки и на связочный аппарат, так как связки не способны к длительному сопротивлению. Не только мышцы и связки, но и кости должны нагружаться в соответствии с их формой, нагрузка должна быть направлена строго вдоль «оси прочности». Иначе кость под влиянием длительной и привычной нагрузки будет вынуждена изменить свою форму в соответствии с условиями нагружения.
Перегрузка мышц, связок, костей при неправильном привычном выравнивании, при плохой осанке является причиной дискомфорта, боли, заболеваний скелета.

### Значение осанки
Значение осанки особенно велико у детей, в период роста и формирования скелета. Неправильные привычные положения тела быстро приводят к деформациям позвоночника, грудной клетки,,нижних конечностей, включая стопы. Сколиотическая болезнь и плоскостопие — крайнее проявление такой неправильной нагрузки. Следует отметить прямую связь осанки и телосложения. Форма позвоночника, грудная клетка, не только наследуется, но и зависит от того сложного и крайне необходимого механизма построения вертикального положения тела человека и при стоянии, и при сидении, и при ходьбе человека или беге, именуемого осанкой. Реализуется важный закон биологии - «функция определяет форму».
Осанку рассматривают в самых разных аспектах (осанка и психическое здоровье, осанка и карьера), осанка является предметом изучения таких наук, как медицина, физическая культура, военное дело, театральное искусство, эстетика, эргономика, которые дают следующие определения осанки:
Осанка — это ориентация в пространстве вертикально расположенного тела человека для выполнения простых и сложных движений, определяемая состоянием мышечного и скелетного равновесия, которое предохраняет опорные конструкции тела от травмы или прогрессирующей деформации, как в покое, так и во время движения.
Осанка — это показатель здоровья и физической культуры человека. Хорошая осанка — эффективный и надёжный путь профилактики и лечения таких болезней цивилизации как боль в спине и остеохондроз позвоночника, а также важный фактор карьеры.
Осанка — это язык тела, поза, которая говорит о том, как человек ощущает себя по отношению к другим, к своей жизни, к самому себе, индивидуальность, внутренняя позиция, признак профессии, социального происхождения. Это его визитная карточка, позволяющая безошибочно узнать знакомого человека, не видя его лица.

### Функции осанки
- Основная задача осанки — предохранение опорно-двигательной системы от перегрузки и травмы за счёт рационального выравнивания сегментов тела и баланса мышц.
- Осанка выполняет утилитарную задачу. При правильном выравнивании сегментов тела, выполнение простых и сложных движений не вызывает особых проблем, так как при этом амплитуда движений всех суставов максимальна.
- Осанка является не только соматическим показателем. Она является также показателем психических особенностей человека.

## Осанка — продукт эволюции человека
Эволюция осанки — один из важных аспектов «осанки», совершенствование опорно-двигательной системы человека в процессе исторического развития.
Осанка — свойство, присущее только человеку, результат эволюционного процесса — прямохождения. Основными историческими вехами эволюции осанки являются: прямохождение (2 млн лет т. н.); изобретение стула (XV век); массовое школьное обучение (XIX век); появление новой массовой профессии — офисный работник (XXI век). Выдающийся канадский физиолог Басмаджан так охарактеризовал значение этого процесса:

«Среди млекопитающих человек, приобретя когда-то вертикальную осанку, обладает наиболее экономичными антигравитационными механизмами. Затрата мышечной энергии при этой, казалось бы, наименее удобной позе, предельно экономична».

S-образный позвоночник — своеобразный амортизатор осевых нагрузок

Признаки прямохождения: сбалансированная посадка головы, S-образный позвоночник, сводчатая стопа, широкий таз, широкая и плоская грудная клетка, массивные кости нижних конечностей, ориентация лопаток во фронтальной плоскости

В процессе эволюции человека постепенно сформировались признаки прямохождения: сбалансированная посадка головы, S-образный позвоночник, сводчатая стопа, широкий таз, широкая и плоская грудная клетка, массивные кости нижних конечностей, ориентация лопаток во фронтальной плоскости. S-образный позвоночник является своеобразным амортизатором при осевых нагрузках. Как известно, выделяют изгиб вперед в шейном отделе — шейный лордоз, изгиб назад в грудном отделе — грудной кифоз, изгиб вперёд в поясничном отделе — поясничный лордоз. За счёт естественных изгибов увеличивается прочность позвоночника к осевой нагрузке. При резких и чрезмерных нагрузках позвоночник как бы «складывается» в S-образную форму, предохраняя диски и связки позвоночника от травмы, а затем расправляется как пружина. Прямостоящий скелет позволяет человеку передвигаться, в отличие от других животных, на двух ногах, перенося вес с пятки на передний отдел стопы, что превращает каждый шаг в упражнение по балансированию. Нагрузка передаётся через большеберцовую кость. Точка опоры приходится на носок. Усилие создаётся ахиллесовым сухожилием, которое при сокращении мышц икры, поднимает пятку. Своды стопы «гасят» инерционные нагрузки при приземлении, которые достигают до 200 % веса тела. Естественная, сбалансированная посадка головы позволяет длинным осям орбит быть обращёнными вперёд. Это отличительный признак человека от его человекообразных собратьев, у которых голова подвешена на затылочных мышцах (антропологи определяют положение головы по строению основания черепа и шейных позвонков). Сбалансированное положение головы исключает растяжение задних связок шеи и необходимость постоянного напряжения мышц шеи, главным образом, в отличие от животных, — мышцы — верхней трапеции. В процессе исторического развития человечество прошло сложный путь. С развитием цивилизации изменялись требования к опорно-двигательной системе. Если древние люди находились или в вертикальном или в горизонтальном положении (охотились, собирали, воевали, лежали, отдыхая), то уже в 17 столетии 10 % населения выполняли сидячую работу. В 21 столетии число таких работников увеличилось до 90 %. В процессе эволюции человек перестал приспосабливаться к окружающей среде и стал приспосабливать среду к себе, и это не могло не сказаться на осанке. Изобретение скамьи, стула (это, вероятно, XV век) существенно изменило биомеханику человека, появилась новая проблема — «осанка сидящего на стуле». Современный человек большую часть своего времени проводит сидя на работе, дома, в транспорте, работая, обучаясь, отдыхая, ожидая, принимая пищу. Поза «сидя», оптимальная для выполнения конторской работы и обучения, является тяжким испытанием для опорно-двигательной системы. Именно в этой позе чаще всего страдает осанка. Именно длительная поза сидя является причиной боли в спине и причиной различных заболеваний. XVIII век — век массового школьного обучения. Этот прогрессивный исторический процесс имеет и оборотную сторону — у 40-80 % детей выявляются нарушения осанки, а у 3-10 % из них — различные искривления позвоночника, главным образом, так называемые школьные сколиозы. С развитием цивилизации изменяются содержание, организация и методы людского труда. Офисные работники — новая массовая профессия, численность которых составляет более 60 % всего работающего населения. Необходимость длительного соблюдения сидячей рабочей позы (работая за компьютером, с документами, с клиентами) приводит к росту числа заболеваний опорно-двигательной системы взрослого населения. Число таких заболеваний неуклонно растёт, они молодеют и эта тенденция, вероятно, сохранится в обозримом будущем.
См. также эволюция осанки.

## Осанка — предмет изучения различных наук
Осанка является объектом исследования самых различных наук (эстетика, физиология, биомеханика, медицина, педагогика, физическая культура). Наиболее полно осанку изучают физическая культура и медицина.
- Так, по определению С. И. Ожегова осанка — внешность, манера держать себя (о положении корпуса, складе фигуры). В. И. Даль определял хорошую осанку как «сочетание стройности, величавости, красоты» и приводил пословицу: «Без осанки — конь — корова».
- Физическая культура рассматривает осанку комплексно[12]: и как показатель физического развития и физического здоровья, и как фактор повышения эффективности движения, и как средство профилактики спортивного травматизма и заболеваний опорно-двигательной системы.
- Медицина рассматривает осанку как показатель физического здоровья. Осанка — особенности, с какими человек активно удерживает туловище в вертикальном положении. Особенности осанки связаны, с одной стороны, с конституциональными условиями, с другой — с активной деятельностью мышц, находящихся под контролем психического состояния исследуемого. Таким образом, осанку человека нельзя считать чисто соматическим показателем. Она является в известной степени также показателем психических особенностей человека. Каждый взрослый имеет определённую, свойственную только ему осанку, характерную для него так же, как, например, форма лица, цвет глаз и т. п. Оценка осанки — важная составная часть исследования больного.[13] С плохой осанкой связаны многочисленные проблемы, начиная с детского возраста и до глубокой старости. Это и сколиотическая болезнь детей школьного возраста, и кифосколиозы подростков, и остеохондроз позвоночника у взрослых, а также тяжёлые деформации скелета у пожилых людей и стариков. С плохой осанкой связаны не только заболевания позвоночника, но и заболевания суставов, стопы и внутренних органов.
- С точки зрения науки физиологии, осанка рассматривается как двигательный стереотип (то есть комплекс безусловных и условных рефлексов), который наследуется и совершенствуется в течение индивидуального развития и воспитания.
- Биомеханика рассматривает осанку как комбинацию положений всех суставов и сегментов тела в данный конкретный момент времени. «Осанка это застывшее движение». С точки зрения биомеханики, осанка, определяется скелетным равновесием, и характеризуется распределением центров тяжести отдельных сегментов тела. Осанка есть выражение и масштаб борьбы между силой тяжести и прямым положением тела. Осанка — комбинация положений всех суставов тела в данный конкретный момент времени. Осанка есть сочетание позиций всех суставов тела в некоторый данный момент, и статичное выравнивание тела лучше всего описывается в терминах позиций различных суставов и частей тела.[14]
- Школьное образование неразрывно связано с воспитанием и гигиеной осанки. В книге известного педагога Банкрофта «Осанка школьника» «Осанка» обозначает врождённую манеру держать тело, особенно в положении стоя. Она включает в себя правильное формирование позвоночника, груди, плеч и других сегментов тела, а также их отношения друг к другу в вертикальном положении.[15] Ещё в начале прошлого столетия, в книге известного американского педагога Джесси Банкрофта «Осанка школьника» отмечена необходимость воспитания осанки для правильного формирования позвоночника, груди, плеч и других сегментов тела, а также формирования их правильного отношения друг к другу.

«Сидячая природа школьных занятий первый и постоянный враг хорошей осанки. Из-за пренебрежительного отношения к физической культуре, школьники переходят из класса в класс с сутулой спиной, выступающими лопатками, наклонённой головой и другими деформациями вызванными школьным обучением».

- В военном деле на первый план выступает утилитарное значение осанки — осанка рассматривается как показатель, влияющий на эффективность действия военнослужащего. Воспитание и коррекция осанки традиционно входит в курс подготовки военнослужащих практически всех армий мира. Так, в руководстве по начальной военной физической подготовке США 1946 г.  сказано: «Хорошая осанка очень важна для солдата. Во-первых, солдата часто оценивают по его внешности — мужчина с хорошей осанкой более напоминает хорошего солдата, он более овладевает вниманием окружающих. Во-вторых, общепринятый психологический факт — хорошая осанка связана с хорошим моральным духом — человек с хорошей осанкой чувствует себя лучше и более уверен. Человек с плохой осанкой не может чувствовать себя так уверенно, именно поэтому у него формируется негативная и неудобная поза. В-третьих, хорошая осанка позволяет телу функционировать наиболее эффективно».

Сутулая осанка, в положении сидя (справа для примера изображена хорошая осанка)

Рассмотрим простой пример. Сутулая осанка, в положении сидя (справа изображена хорошая осанка).
Как такую осанку оценил бы физиолог, врач, специалист в области физической культуры или военного дела? Биомеханик обратил бы внимание на смещение центра тяжести головы вперед и на перегрузку верхнегрудного отдела позвоночника. Врач обратил бы внимание на возможность заболевания позвоночника в результате такой перегрузки. Специалист в области физической культуры, прежде всего, указал бы на то, что такая поза недопустима как исходное положение для выполнения даже такого простого упражнения как «поворот головы». При этом возможна травма шейного отдела позвоночника. Для специалиста в области военного дела более значимым было бы ограничение амплитуды поворота головы при сутулой позе и, связанное с этим, снижение эффективности действия военнослужащего.

## Осанка — показатель физического развития
Осанка — важный показатель, характеризующий физическое развитие человека. Это физическая характеристика человека, которая рассматривается как прямое отражение здоровья и физического развития.
От рождения до глубокой старости человек проходит определённые этапы развития. Изменяются формы и пропорции тела, изменяется нервная система и, вместе с ней, формируются, закрепляются и угасают комплексы безусловных и условных рефлексов. Всё это, так или иначе, отражается на осанке. Изменение осанки в процессе индивидуального развития человека — важный аспект физического развития.
Процесс формирования осанки начинается с возраста от 6 до 8 лет и продолжается до возраста от 17 лет до 21 года, по мере созревания нервной системы и формирования устойчивого двигательного стереотипа. В этот период окончательно формируются изгибы позвоночника, своды стопы, выравниваются нижние конечности.
У маленьких детей осанки как таковой ещё нет, физиологические изгибы позвоночника отсутствуют, вертикальная поза неустойчива. В процессе роста ребёнка формируется двигательный стереотип, и в младшем школьном возрасте появляются первые элементы сегментального выравнивания. Однако у детей 6—9 лет осанка неустойчива, мы видим избыточный прогиб поясничного отдела позвоночника, выступающий живот, торчащие лопатки — это норма для 6-9 летних детей. Устойчивая осанка формируется в среднем и старшем школьном возрасте. Окончательно формирование осанки происходит с прекращением роста скелета.
Возраст 8—17 лет — самый важный для формирования осанки период жизни, даже малейшее отклонение в развитии осанки могут привести к тяжёлым деформациям позвоночника и конечностей, именно в этот период «закладываются» будущие болезни позвоночника и суставов. В этом же возрасте наиболее эффективны мероприятия по воспитанию осанки.
С возрастом связки становятся более жёсткими, мышцы теряют эластичность, уменьшается подвижность суставов. К старости ухудшается и механизм управления осанкой (двигательный стереотип), по причине деградации нервной системы. В связи с этим способность сегментов тела к выравниванию ограничивается, осанка ухудшается, а возможность коррекции осанки снижается. В пожилом и старческом возрасте нарушается структура кости — возникает проблема, именуемая остеопороз и связанная с этим процессом деформация скелета (прежде всего позвоночника). Самые неприятные проявления остеопороза — почти ничем не спровоцированные, «случайные» переломы позвоночника, из-за чего нередко образуется так называемый «вдовий горб», чудовищно искривляющий осанку. Возрастные изменения опорно-двигательного аппарата и нервной системы приводят к нарушению осанки, а плохая осанка в свою очередь способствует деформации скелета.

## Осанка — показатель физической культуры и здоровья человека
Осанка — это не только привычное положение человека в покое и в движении, но и признак состояния здоровья, гармоничного развития опорно-двигательного аппарата, привлекательной внешности, то есть осанка — понятие комплексное.
Осанка является видом двигательной активности. Сохранение при определённых условиях правильной, хорошо сбалансированной позы человека достигается за счёт её постоянной коррекции точно дозированными напряжениями многочисленных мышц тела. Поэтому успеха в формировании правильной осанки достигают прежде всего путём укрепления мышечной системы, её разносторонней физической и физиологической тренировкой.

Человек, хорошо владеющий своим телом, умело управляющий своими мышцами, как правило, красиво ходит, осанка его характеризуется собранностью, стройностью и в то же время раскованностью. Такой человек высоко, красиво и прямо держит голову, плечи у него умеренно развернуты, туловище занимает вертикальное положение.

Хорошая осанка — эффективный и надёжный путь профилактики таких болезней цивилизации, как боль в спине, сколиоз и остеохондроз позвоночника.
Указывая на важность исследования осанки в ортопедической диагностике, известный советский ортопед Василий Оскарович Маркс подчёркивал, что «осанка является мерилом состояния всего тела».
Повторяющиеся или статические нагрузки способны изменить структуру органов опорно-двигательной системы. Постоянная направленность и величина нагрузки при привычном выравнивании скелета оказывают существенное влияние на структуру и форму кости. Особенно это ощутимо в чувствительные (сенситивные) к нагрузке периоды жизни, например, в период роста скелета у детей и подростков. Именно поэтому, нарушение осанки относят к ведущим этиологическим факторам школьного сколиоза. Осанку справедливо рассматривают как показатель здоровья позвоночника и это важное, но далеко не полное представление об осанке. Осанка касается также функции и формы нижних конечностей, нагружаемых при стоянии и ходьбе суставов, а также стопы.
Известный закон биологии гласит: «Функция определяет форму».

Из этого вытекают прошедшие проверку временем и практикой постулаты: 

- «механические напряжения полностью определяют все детали структуры»
- «кость разрастается преимущественно по направлению тяги и перпендикулярно плоскости давления»

Структура нагрузки повседневных движений влияет и на рост детского скелета (например, быстрее растёт более нагружаемая толчковая, обычно правая, нога), и на структуру скелета у взрослых. Например, внешняя форма костей может изменяться под влиянием различных видов спорта или профессиональных движений. Они становятся массивнее и толще за счёт увеличения костной массы в наиболее нагружаемых участках.
Статическая нагрузка может оказывать негативное влияние на структуру кости, вызывая её деформацию. Согласно известному закону Гютера-Фолькмана (Hueter-Volkmann) сжимающие нагрузки приводят к замедлению скелетного роста, а растягивающие — к его ускорению. Например, следуя этому закону, ограниченная асимметрия позвонка в результате локальной дисплазии приводит к увеличению деформации и к распространению прогрессирующей деформации на большую часть позвоночника, замыкая порочный круг сколиотической болезни.
Нечто подобное мы видим при синдроме патологического выравнивания нижних конечностей. Особенности развития сводов стопы, костей голени и бедра нарушают ось конечности, нарушенная ось конечности приводит к нерациональному распределению нагрузки, при которой возможна деформация стопы и суставов и ещё большее нарушение оси конечности. Это является причиной развития и прогрессирования заболеваний стопы, коленного и тазобедренного суставов, которые обознаются как плоскостопие и диспластические артрозы.
Изменение структуры скелета связано с самыми разнообразными внутренними и внешними причинами (конституция, диспластический фактор, остеопения, обувь…), но, безусловно, большое значение для этого имеет способ привычного выравнивания скелета (скелетного баланса), выражением которого является осанка.
Связочный аппарат и нормально функционирующие мышцы без особого труда справляются с многочисленными и распространёнными отклонениями в развитии скелета. Но в определённые, сенситивные отрезки индивидуального развития возникает несоответствие возможности связочно-мышечного аппарата особенностям скелетного баланса. При этом возникает риск развития самых различных заболеваний, таких как сколиоз позвоночника во время ускоренного роста позвоночника или диспластический коксартроз в период возрастного снижения функции мышц и эластичности связок.
Нарушение двигательного стереотипа удержания вертикальной позы или естественных локомоций приводит к изменению нормальной схемы выстраивания сегментов тела и нижних конечностей, что в свою очередь является причиной прогрессирования кифосколиоза при сутулости у подростков, к развитию феморопателлярного артроза при «выключении» мышц-корректоров коленного сустава при ходьбе, к развитию шейного остеохондроза при нарушении выравнивания головы.
И скелетный баланс, и баланс мышц, и двигательный стереотип — всё это составные части осанки. При плохой осанке даже обычные статические нагрузки или «несущественные» дисплазии скелета могут оказаться чрезмерными, способными вызвать заболевание опорно-двигательной системы.

## Осанка — показатель психического здоровья
С одной стороны, осанка оказывает влияние на психофизиологические показатели, а с другой стороны, состояние психики отражается на осанке. Известный английский исследователь, Чарльз Дарвин (1880) в своей книге «Эмоции людей и животных» первый сформулировал «рефлекс осанки»: 

«Определённые движения и позы (иногда в значительной степени) способны вызывать соответствующие эмоции.… Примите печальную позу, и через некоторое время вы будете грустить… Эмоции побуждают к движению, но и движения вызывают эмоции»
«Осанка выражает состояние души»,

 — любил повторять генерал финской армии Густав Маннергейм Действительно, в ответ на отрицательные эмоции, рефлекторно, как результат врождённого поведенческого инстинкта, человек принимает так называемую пассивно-оборонительную позу.
Пассивно-оборонительная поза характеризуется приподнятыми и сведёнными вперёд плечами, опущенной и выдвинутой вперёд головой, сутулой спиной. При частом повторении такая поза может стать и часто становится привычной, закреплённой в стереотипе осанки.
Многие заболевания психоэмоциональной сферы (неврозы) связаны с состоянием опорно-двигательной системы, в частности, с нарушением осанки. Синдром хронической усталости — наиболее распространённое заболевание современного человека (его называют также неврастения, вегетососудистая дистония). Наиболее общий признак неврастении — ощущение постоянной усталости, головные боли, головокружение, учащённое сердцебиение и т. д. Люди, страдающие неврозом всегда «зажаты», для них характерны неравномерное напряжение мышц и плохая осанка. Человек способен сознательно корректировать привычную осанку и выработанную годами манеру двигаться, и тем самым освободиться от имеющихся проблем. На этом, например, основана известная методика психосоматической коррекции Фредерика Александера (1869—1955) (см. статью «Alexander Technique» в английской Википедии). Различные методы психосоматической коррекции эффективно помогают расслабить мышцы, снять излишнее напряжение. Мысли и тело человека неразрывно связаны, и изменения одного влечёт за собой изменение другого. Воздействуя на свои мысли, мы регулируем мышечное напряжение. Изменение положения тела способно привести к изменению эмоционального состояния.
Особо следует отметить первичные позиционные нарушения в подростковом возрасте. Так, юноши и девушки под влиянием различных психоэмоциональных комплексов, деформируют осанку — выдвигают оба плеча вперёд и «горбятся». В итоге запускается циклическая перестройка мышечных групп и формируется патологическая осанка. Плохая осанка, в свою очередь, способствует закреплению психоэмоциональных нарушений и формированию неврозов.